# Гарі Брін
Гарі Патрік Брін (англ. Gary Breen, нар. 12 грудня 1973, Гендон, Англія) — ірландський футболіст, що грав на позиції захисника. По завершенні ігрової кар'єри — тренер.
Виступав за національну збірну Ірландії.

## Клубна кар'єра
Вихованець футбольної школи клубу «Чарльтон Атлетик». Дорослу футбольну кар'єру розпочав 1990 року в основній команді того ж клубу.
Згодом з 1991 по 1997 рік грав у складі команд клубів «Мейдстон Юнайтед», «Джиллінгем», «Пітерборо Юнайтед» та «Бірмінгем Сіті».
Своєю грою за останню команду привернув увагу представників тренерського штабу клубу «Ковентрі Сіті», до складу якого приєднався 1997 року. Відіграв за клуб з Ковентрі наступні п'ять сезонів своєї ігрової кар'єри. Більшість часу, проведеного у складі «Ковентрі Сіті», був основним гравцем захисту команди.
Протягом 2002—2008 років захищав кольори клубів «Вест Гем Юнайтед», «Сандерленд» та «Вулвергемптон Вондерерз».
Завершив професійну ігрову кар'єру у клубі «Барнет», за команду якого виступав протягом 2008—2010 років.

## Виступи за збірну
1996 року дебютував в офіційних матчах у складі національної збірної Ірландії. Протягом кар'єри у національній команді, яка тривала 11 років, провів у формі головної команди країни 63 матчі, забивши 7 голів.
У складі збірної був учасником чемпіонату світу 2002 року в Японії та Південній Кореї.

## Кар'єра тренера
Розпочав тренерську кар'єру, ще продовжуючи грати на полі, 2009 року, увійшовши до тренерського штабу клубу «Барнет». Наразі досвід тренерської роботи обмежується цим клубом.